# Karl-Heinz Menz
Karl-Heinz Menz (17 dicembre 1949) è un ex biatleta tedesco.

## Palmarès

### Olimpiadi
- 1 medaglia:
  - 1 bronzo (Innsbruck 1976 nella staffetta 4x7,5 km)